# Absolute Power (serial telewizyjny)
Absolute Power (pol. Władza absolutna) – brytyjski serial komediowy wyprodukowany przez BBC i emitowany po raz pierwszy w latach 2003–2005 na antenie BBC Two. Zrealizowano dwanaście odcinków podzielonych na dwie serie. W rolach głównych występowali Stephen Fry i John Bird.

## Opis fabuły
Akcja serialu rozgrywa się w londyńskiej firmie public relations Prentiss McCabe, będącej jedną z najbardziej renomowanych i skutecznych tego rodzaju instytucji na rynku. Firma zajmuje się promocją swoich klientów w mediach, przy czym wachlarz jej zleceniodawców jest niezwykle szeroki i obejmuje obecnych, przyszłych i byłych celebrytów ze wszystkich dziedzin życia: sportowców, muzyków, aktorów, pisarzy, naukowców, polityków, a nawet duchownych. Na czele firmy stoją Charles Prentiss i Martin McCabe, uznawani powszechnie za fachowców równie skutecznych, co bezwzględnych i pozbawionych skrupułów. Pomaga im grupa młodych pracowników, prezentujących różne spojrzenia na kwestię zasad (lub ich braku), jakimi należy kierować się pracując w branży PR.

## Główna obsada
- Stephen Fry jako Charles Prentiss
- John Bird jako Martin McCabe
- James Lance(inne języki) jako Jamie Front
- Zoe Telford(inne języki) jako Alison Jackman
- Sally Bretton(inne języki) jako Cat Durnford
- Nicholas Burns(inne języki) jako Nick Mayer

## Produkcja

### Wersja radiowa
Serial stanowi telewizyjną adaptację cyklicznego słuchowiska radiowego o tym samym tytule, emitowanego w latach 2000–2006 przez BBC Radio 4. Wersje radiową i telewizyjną łączy para głównych bohaterów (i odtwarzających ich role aktorów), a także ogólna koncepcja fabularna, jednak różni zarówno cała obsada drugoplanowa, jak i wiele istotnych szczegółów dotyczących postaci czy też działalności firmy, o której opowiada serial. Najważniejsza różnica wiąże się ze specjalizacją Prentiss McCabe – o ile w wersji radiowej zajmowała się ona głównie dyskretną działalnością na zlecenie polityków, w wersji telewizyjnej jest znaną agencją PR pracującą przede wszystkim dla celebrytów spoza polityki. Scenariusze wszystkich odcinków telewizyjnych zostały napisane od podstaw i jedynie sporadycznie wykorzystują wątki wymyślone wcześniej dla wersji radiowej. Choć twórca słuchowiska Mark Tavener jest wymieniany w serialu jako jego pomysłodawca, scenariusze napisali inni autorzy.

### Tytuł
Tytuł serialu pochodzi ze słynnego zdania brytyjskiego historyka i polityka Johna Actona: Power tends to corrupt, absolute power corrupts absolutely (każda władza deprawuje, a władza absolutna deprawuje absolutnie). Twórcy chcieli zwrócić w ten sposób uwagę na fakt, iż we współczesnym świecie władzę absolutną sprawują w gruncie rzeczy nie politycy, lecz media i blisko powiązana z nimi branża PR. Kolejne odcinki serialu dostarczają licznych przykładów na potwierdzenie tej tezy.